# Унуковићи
Унуковићи су насељено мјесто у општини Калиновик, Република Српска, БиХ. Према попису становништва из 1991. у насељу је живјело 17 становника. Према попису становништва из 2013. у насељу није било становника.

## Становништво
| Демографија | Демографија | Демографија |
| Година      | Становника  | Становника  |
| ----------- | ----------- | ----------- |
| 1961.       | 114         |             |
| 1971.       | 83          |             |
| 1981.       | 38          |             |
| 1991.       | 17          |             |
| 2013.       | 0           |             |